# Mamadou Diallo (futbolista nacido en 1971)
Mamadou Diallo (Dakar, Senegal, 28 de agosto de 1971) es un exfutbolista de Senegal que jugaba en la posición de delantero.

## Carrera

### Club
| Periodo   | Club                         |
| --------- | ---------------------------- |
| 1988-1991 | Sotrac FC                    |
| 1991-1993 | ASC Port Autonome            |
| 1993-1996 | Kawkab Marrakech             |
| 1995–1996 | → FC St. Gallen (cedido)     |
| 1996–1997 | Zeytinburnuspor              |
| 1997–1999 | Lillestrøm SK                |
| 1999      | → MSV Duisburg (cedido)      |
| 1999      | → Vålerenga Fotball (cedido) |
| 2000-2001 | Tampa Bay Mutiny             |
| 2002      | New England Revolution       |
| 2002      | MetroStars                   |
| 2002      | Al-Ahli Saudi FC             |
| 2003      | IFK Göteborg                 |
| 2004-2005 | Pahang FA                    |
| 2005-2006 | Jomo Cosmos FC               |
| 2006-2007 | Djoliba AC                   |

### Selección nacional
Jugó para Senegal en 41 ocasiones de 1988 al 2000 y anotó 21 goles; participó en dos ediciones de la Copa Africana de Naciones. También jugó con la selección de fútbol playa en el Mundial de 2007, donde anotó un gol en la victoria 5-2 ante Uruguay.

## Logros

### Club
- Copa de Marruecos (1): 1994
- Superliga de Malasia (1): 2004
- Telkom Knockout Cup (1): 2005

### Individual
- MLS Best XI: 2000
- MLS All-Star: 2000[2]
- Goleador de la MLS en el 2000 (28 goles)